# Grieg (cràter)
Grieg és un cràter d'impacte en el planeta Mercuri de 59 km de diàmetre. Porta el nom del compositor noruec Edvard Grieg (1843-1907), i el seu nom va ser aprovat per la Unió Astronòmica Internacional el 1985.